# Fiordaliso
Marina Fiordaliso, művésznevén Fiordaliso olasz pop-rock énekes. Pályafutása alatt mintegy 6 millió lemezt adott el.

## Élete és pályafutása
Piacenzában született egy dobos gyermekekét. Már fiatal korában zongorázni és énekelni tanult. 1981-ben a "Scappo via" című dallal megnyerte a Concorso per Voci Nuove fesztivált, a következő évben pedig első alkalommal szerepelt a sanremói Dalfesztiválon, ahol az "Una sporca poesia" reggie-pop balladát adta elő. Legismertebb és legsikeresebb dalai a Zucchero Fornaciari által szerzett "Oramai" és "Non voglio mica la luna" szintén a sanremói fesztiválon hangzottak el, ahol 1982 és 2002 között kilenc alkalommal szerepelt. A fesztiválon kívüli legsikeresebb felvétele a "Cosa ti farei", amely 1990-ben Olaszország egyik legfelkapottabb nyári dala lett. Az 1990-es évektől Fiordaliso fokozatosan vonult ki a zenei életből, de azt soha nem hagyta el, utána színpadi színészettel és televíziós műsorvezetéssel foglalkozott.
Két gyermeke van, az 1973-ban született Sebastiano és az 1989-ben született Paolino.

## Diszkográfia

### Kislemezek
- 1982 – Una sporca poesia
- 1982 – Maschera
- 1983 – Oramai
- 1984 – Non voglio mica la luna
- 1984 – Li-be-llu-la
- 1985 – Il mio angelo
- 1985 – Sola no, non-ci sto
- 1986 – Fatti miei
- 1986 – La vita è molto di più
- 1986 – Vive
- 1987 – Il canto dell'estate
- 1988 – Per noi
- 1989 – Se non-avessi te
- 1990 – Cosa ti farei
- 1991 – Il mare più grande che c'è (I love you man)
- 1991 – Saprai (Roby Facchinettivel)
- 1992 – Dimmelo tu perché
- 1997 – Disordine mentale
- 1998 – Come si fa
- 2000 – Linda Linda (Arabian Song)
- 2003 – Estate '83
- 2007 – Io muoio
- 2008 – M'amo non M'amo
- 2009 – Canto del sole inesauribile

#### Külföldi kislemezek
- 1984 – Yo no te pido la luna
- 1985 – Sola no, yo no sé estar
- 1986 – Desde hoy
- 1991 – I love you man (Il mare più grande che c'è)
- 1991 – El mar más grande que hay
- 1991 – Sabrás (with Riccardo Fogli)
- 1991 – Sposa di rosa
- 1997 – Como te amaré

### Albumok
- 1983 – Fiordaliso
- 1984 – Fiordaliso (Az előző lemeznek a "Non voglio mica la luna" számmal bővített ismételt kiadása)
- 1984 – Discoquattro
- 1985 – A ciascuno la sua donna
- 1985 - Fiordaliso – Dal vivo per il mondo (élő)
- 1986 – Applausi a Fiordaliso
- 1987 – Fiordaliso
- 1989 – Io... Fiordaliso (válogatás, három új dallal)
- 1990 – La vita si balla
- 1991 – Il portico di Dio
- 1992 – Io ci sarò
- 1994 – E adesso voglio la luna – I grandi successi (válogatás két új dallal és 9 remixszel)
- 2002 – Risolutamente decisa (válogatás három új dallal és 9 remixszel.)
- 2004 – Come si fa (válogatás ét új dallal)

## Fordítás
Ez a szócikk részben vagy egészben  a   Fiordaliso című angol Wikipédia-szócikk fordításán alapul.  Az eredeti cikk szerkesztőit annak laptörténete sorolja fel. Ez a jelzés csupán a megfogalmazás eredetét és a szerzői jogokat jelzi, nem szolgál a cikkben szereplő információk forrásmegjelöléseként.